# Labeo bata
Labeo bata es una especie de peces Cypriniformes de la familia de los Cyprinidae.

## Morfología
Los machos pueden llegar alcanzar los 61 cm de longitud total.

## Hábitat
Es un pez de agua dulce.

## Distribución geográfica
Se encuentra en la India, Bangladés y Pakistán.